# Domnall mac Flaíthnia
Domnall mac Flaíthnia (mort en 783) est un roi d'Uí Failghe, un peuple Laigin du Comté d'Offaly, en Irlande. Il est le fils de Flaithnia mac Flainn (mort en 755), un précédent souverain. Il règne de 782 à 783.

## Contexte
Il succède à son oncle Mugrón mac Flainn (mort en 782) qui a été tué lors d'un combat contre le roi provincial  du Leinster.  Domnall meurt captif l'année suivante à Cloncurry, dans le comté de Kildare. mais on ignore les circonstances précises de sa disparition.

## Sources
- (en) Gearóid Mac Niocaill, Ireland before Vikings, Dublin, Gill & Macmillan, 1972
- (en) Francis John Byrne, Irish Kings and High-Kings, Dublin, Courts Press History Classics, 2001 (ISBN 1-851-82-196-1).